# FK Kubany Krasznodar
Az FK Kubany Krasznodar (oroszul: Футбольный клуб Кубань Краснодар, magyar átírásban: Futbolnij klub Kubany Krasznodar) egy orosz labdarúgócsapat Krasznodarban, jelenleg az orosz másodosztályban szerepel. Oroszország egyik legrégebbi klubcsapata, a klub jogelődjét (Gyinamo') 1928-ban alapították.
A csapat nevét a térségről, Kubanyról kapta.

## Korábbi nevei
- 1928–1953: Gyinamo
- 1954–1957: Nyeftyanyik
- 1958–1960: Kubany
- 1960–1962: Szpartak

1963 óta jelenlegi nevén szerepel.

## Külső hivatkozások
- Hivatalos oldal